# ۹۹ (میلادی)

## رویدادها
آسیا:
- کانیشکا، شاه کوشانی که در زمان او پادشاهی کوشان به اوج خود رسید، هیئتی به روم فرستاد تا طرح یک حمله غافلگیرانه را به شاهنشاهی پارت ایران بریزد.

روم:
- آینههای شیشه‌ای که در پشتشان لعابی از قلع اندوده شده جای آینه‌های فلزی را گرفت.

## مرگ‌ها
- موسونیوس روفوس، فیلسوف رومی.